# Abax heros
Abax heros är en skalbaggsart som beskrevs av Thomas Say 1823. Abax heros ingår i släktet Abax och familjen jordlöpare. Inga underarter finns listade i Catalogue of Life.